# Shiba Ryōtarō

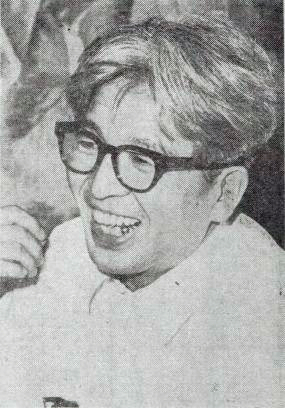
Shiba Ryōtarō, 1964

Shiba Ryōtarō (japanisch 司馬 遼太郎; eigentlich: Fukuda Teiichi (福田 定一); * 7. August 1923 in Osaka; † 12. Februar 1996 ebenda) war ein japanischer Schriftsteller.

## Leben
Shiba studierte Mongolisch an der Fremdsprachenschule Osaka (国立大阪外国語学校, Kokuritsu Osaka Gaikokugo Gakkō, heute „Osaka University“). Er arbeitete als Journalist für die Zeitung Sankei Shimbun, bevor er sich nach dem Zweiten Weltkrieg der Schriftstellerei zuwandte. Bereits mit seinem ersten Roman Fukurō no Shiro erhielt er 1959 den Naoki-Preis. In der Folge verfasste er zahlreiche, in Japan berühmte historische Romane, die in einer fünfzigbändigen Werkausgabe erschienen. In deutscher Übersetzung wurde bislang nur der Roman Der letzte Shogun (Saigo no Shōgun) veröffentlicht. Mehrere seiner Romane wurden auch verfilmt. In den Jahren 1968 bis 1972 veröffentlichte er den Roman Saka no Ue no Kumo in mehreren Bänden. Zwischen 1971 und 1996 erschienen in der Zeitschrift Shukan Asahi 1.147 Reiseberichte unter dem Titel Kaidō o Yuku (街道をゆく), die teils für das Fernsehen bearbeitet wurden.
1966 erhielt Shiba den Kikuchi-Kan-Preis für Ryōma ga Yuku, Kunitori Monogatari, u. a., 1967 den Mainichi-Kunstpreis für Junshi, 1968 den Osaragi-Jirō-Preis für den Roman Dattan Shippūroku, 1976 den Großen Preis für japanische Literatur und den Preis der Japanischen Akademie der Künste für Kūkai no Fūkei. 1981 wurde er mit dem Yomiuri-Literaturpreis für Hitobito no Ashioto ausgezeichnet, 1982 mit dem Asahi-Preis. Im Jahr 1991 wurde er als Person mit besonderen kulturellen Verdiensten geehrt und 1993 mit dem Kulturorden ausgezeichnet.
Ryōma ga Yuku, das ursprünglich zwischen 1962 und 1966 in der Tageszeitung Sankei Shimbun veröffentlicht wurde, verkaufte sich in Buchform mehr als 24 Millionen Mal.
Insgesamt veröffentlichte er bis 2006 mehr als 600 Titel, die sich zusammen mehr als 200 Millionen Mal verkauften.
Von 1986 bis 1990 leitete er die Stiftung des International Institute for Children’s Literature, Osaka. Zudem war er im Auswahlkomitee des Watsuji-Tetsurō-Kulturpreises.
Zu seinen Ehren wird seit 1998 der Shiba-Ryōtarō-Preis verliehen.

## Werke
| - Fukurō no Shiro (梟の城), 1959, über Ishikawa Goemon - Kamigata Bushidō (上方武士道), 1960 - Kaze no Bushi (風の武士), 1961 - Sen’un no Yume (戦雲の夢), 1961, über Chōsokabe Morichika - Fūjin no Mon (風神の門), 1962, über Kirigakure Saizō - Ryūma ga Yuku (竜馬がゆく), 1963–1966, über Sakamoto Ryōma und Nakaoka Shintarō - Moeyo Ken (燃えよ剣), 1964, über Hijikata Toshizō - Shirikurae Magoichi (尻啖え孫市), 1964 - Kōmyō ga Tsuji (功名が辻), 1965, über Yamauchi Kazutoyo und seine Frau Chiyo - Shiro o Toru Hanashi (城をとる話), 1965 - Kunitori Monogatari (国盗り物語), 1965, über Saitō Dōsan, Oda Nobunaga und Akechi Mitsuhide - Hokuto no Hito (北斗の人), 1966, über Chiba Shūsaku - Niwaka Naniwa Yūkyōden (俄 浪華遊侠伝), 1966, - Sekigahara (関ヶ原), 1966, über Shima Sakon, Ishida Mitsunari und Tokugawa Ieyasu - Saigo no Shōgun (最後の将軍), 1966, über Tokugawa Yoshinobu - dt. Der letzte Shogun. edition q 1998, ISBN 3-86124-281-8 - Jūichi-banme no Shishi (十一番目の志士), 1967 - Junshi (殉死), 1967, über Nogi Maresuke - Natsukusa no Fu (夏草の賦), 1968, über Chōsokabe Motochika - Shinshi Taikōki (新史太閤記), 1968, über Toyotomi Hideyoshi - Yoshitsune (義経), 1968, über Minamoto no Yoshitsune - Tōge (峠), 1968, über Kawai Tsugunosuke - Musashi (武蔵), 1968, über Miyamoto Musashi - Saka no Ue no Kumo (坂の上の雲), 1969–1972, über Akiyama Yoshifuru, Akiyama Saneyuki, Masaoka Shiki - Yōkai (妖怪), 1969, über Hino Tomiko und Ashikaga Yoshimasa - Daitō Zenshi (大盗禅師), 1969, über Yui Shōsetsu und Zheng Chenggong - Saigetsu (歳月), 1969 - Yo ni Sumu Hibi (世に棲む日日), 1971, über Takasugi Shinsaku und Yoshida Shōin - Jōsai (城塞), 1971–1972, über Obata Kagenori - Kashin (花神), 1972, über Ōmura Masujirō, Fukuzawa Yukichi und Ogata Kōan - Haō no Ie (覇王の家), 1973, über Tokugawa Ieyasu - Harima-nada Monogatari (播磨灘物語), 1975, über Kuroda Yoshitaka - Tobu ga Gotoku (翔ぶが如く), über Saigō Takamori - Kūkai no Fūkei (空海の風景), 1975, über Kūkai - Kochō no Yume (胡蝶の夢), 1979, über Shiba Ryōkai, Matsumoto Ryōjun und Seki Kansai - Kōu to Ryūhō (項羽と劉邦), 1980 - Hitobito no Ashioto (ひとびとの跫音), 1981, über Masaoka Chūsaburō - Nanohana no Oki (菜の花の沖), 1982, über Takadaya Kahei - Hakone no Saka (箱根の坂), 1984, über Hōjō Sōun - Dattan Shippūroku (韃靼疾風録), 1987, über Nurhaci und Huang Taiji | - Shiroi Kangiten (白い歓喜天), 1958 - Ōsaka Samurai (大阪侍), 1959 - Saigo no Igamono (最後の伊賀者), 1960 - Kashin Koji no Genjutsu (果心居士の幻術), 1961 - Oo, Taihō (おお、大砲), 1961 - Ichiya Kanjo (一夜官女), 1962 - Shinsetsu Miyamoto Musashi (真説宮本武蔵), 1962 - Hanafusa Sukenobyōe (花房助兵衛), 1963 - Bakumatsu (幕末), 1963 - Shinsengumi Keppūroku (新選組血風録), 1964 - Kibō no Hito (鬼謀の人), 1964 - Yotte Sōrō (酔って候), 1965 - Toyotomi-ke no Hitobito (豊臣家の人々), 1967 - Ōjō no Goeisha (王城の護衛者), 1968 - Kenka Sōun (喧嘩草雲), 1968 - Kokyō Bōjigataku Sōrō (故郷忘じがたく候), 1968 - Hitokiri Izō (人斬り以蔵), 1969 - Bajō Shōnen Sugu (馬上少年過ぐ), 1970 - Shiba Ryōtarō Tampen Sōshū (司馬遼太郎短篇総集), 1971, Gesamtausgabe seiner Kurzgeschichten in 12 Bänden - Mokuyōtō no Yakai (木曜島の夜会), 1977 - Ore wa Gongen (おれは権現), 1982 - Gunshi Futari (軍師二人), 1985 - Armstrong-hō (アームストロング砲), 1988 - Persia no Genjutsushi (ペルシャの幻術師), 2001 - Samurai wa Kowai (侍はこわい), 2005 - Kayōtan (花妖譚), 2009 |

Von 1973 bis 2000 erschien beim Verlag Bungeishunjū eine 68-bändige Gesamtausgabe.